# Kościół św. Urszuli w Udaninie
Kościół świętej Urszuli – cmentarny kościół filialny należący do parafii św. Jana Chrzciciela w Piekarach (dekanat Strzegom diecezji świdnickiej).
Jest to świątynia wzmiankowana w 1223 roku, obecna została zbudowana w 2. połowie XIII wieku, następnie została przebudowana w 1663 roku i odrestaurowana w XIX wieku. Budowla jest orientowana, murowana, wzniesiona z kamienia, Kościół posiada jedną nawę, wieżę od strony zachodniej oraz prostokątne prezbiterium. Wnętrze nawy nakrywa drewniany strop, z kolei prezbiterium jest nakryte dwuprzęsłowym sklepieniem krzyżowo-żebrowym.